# Philodoria epibathra
Philodoria epibathra là một loài loài bướm thuộc họ Gracillariidae. Đây là loài đặc hữu của Molokai.
Có khả năng chúng ăn lá cây nơi chúng sống.